# Wirtzfeld
Wirtzfeld ist ein Dorf in Belgien, das in der Gemeinde Büllingen in der Deutschsprachigen Gemeinschaft liegt. Der Ort zählt 431 Einwohner (2019).

## Geografie
Wirtzfeld liegt rund zwei Kilometer nördlich von Büllingen an der Holzwarche, knapp oberhalb von deren Mündung in den Bütgenbacher See auf einer Höhe von ca. 590 m O.P.

## Geschichte
Im Ortszentrum liegt die Kirche St. Anna aus dem Jahr 1601. Zwischen 1944 und 1976 gehörte Wirtzfeld zur Gemeinde Rocherath. Seit der Gemeindefusion von 1977 ist Wirtzfeld ein Ortsteil der Gemeinde Büllingen.

## Sport
Die Schachfreunde Wirtzfeld wurden 2009, 2013 und 2018 belgischer Mannschaftsmeister im Schach.

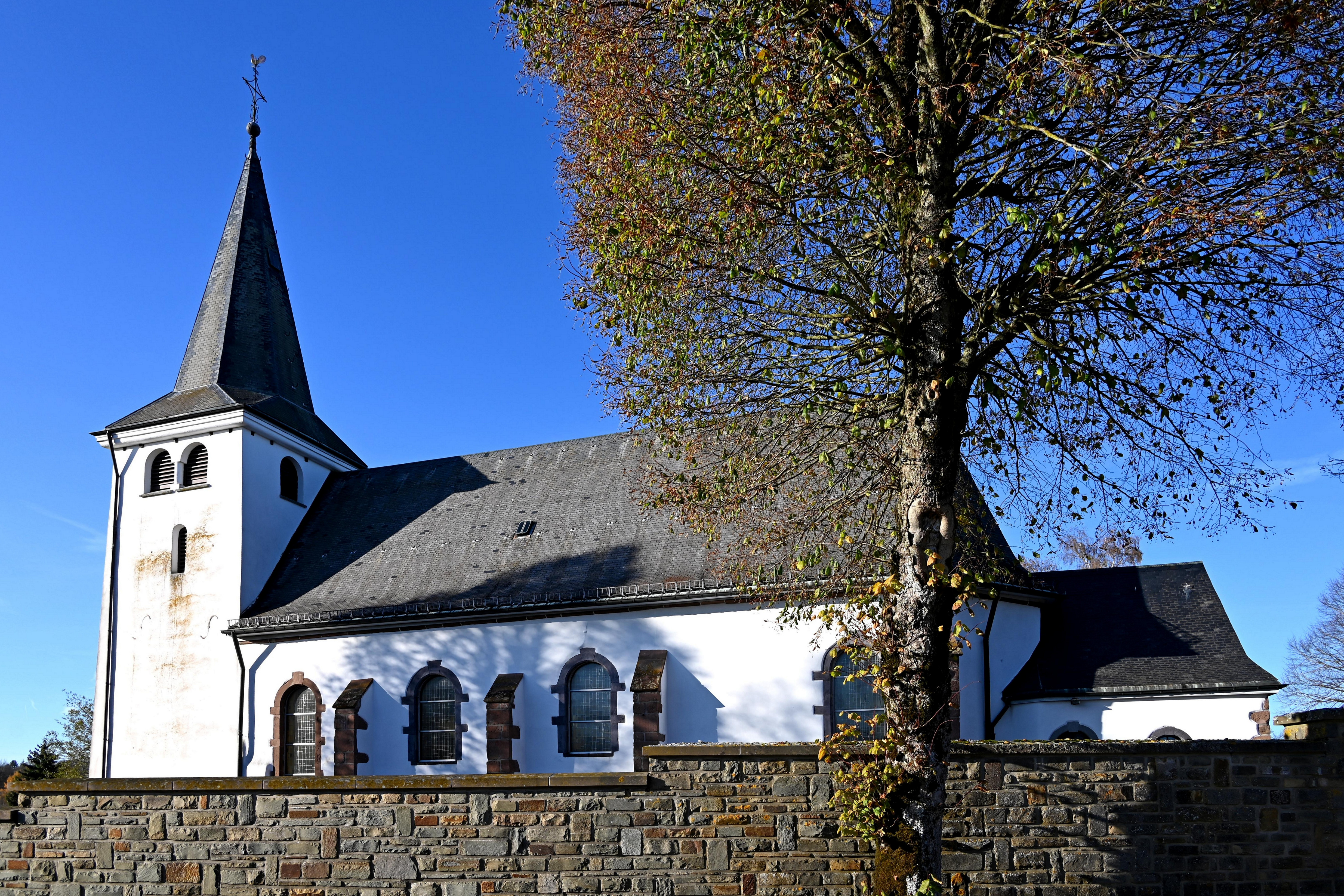
Kirche in Wirtzfeld (wiederhergestellt seit 2010)